# Deodato Arellano
Deodato Arellano (* 26. Juli 1844 in Bulacan, Provinz Bulacan; † 1896 in der Cordillera Central) war ein philippinischer Reformer und der erste Präsident des Katipunan.
Er wurde geboren als Sohn von Juan de la Cruz und Mamerta de la Cruz. Er studierte Buchhaltung an der Ateneo Municipal, heute Ateneo de Manila University, und arbeitete später im Arsenal der Artillerie der spanischen Kolonialstreitkräfte auf den Philippinen. Deodato Arellano heiratete Marcelo H. del Pilars Schwester Hillaria am 22. April 1877 und trat der Propagandabewegung bei, die del Pilar und Mariano Ponce gegründet hatten. Er unterstützte die Bewegung und schrieb Reporte über die Zustände auf den Philippinen und unterstützte del Pilars Neffen Gregorio del Pilar, während seiner Schulausbildung.
Arellano war ein Gründungsmitglied der von José Rizal am 3. Juli 1892 initiierten Reformorganisation La Liga Filipina, zusammen mit Apolinario Mabini, Ambrosio Rianzares Bautista. Nach dem Verbot gründete er zusammen mit Andres Bonifacio am 7. Juli 1892 den Katipunan. Im Oktober wurde Deodato Arellano zu dessen ersten Präsidenten gewählt, aber bereits im Februar 1893 ersetzt durch Roman Basa, da Bonifacio ihm vorwarf ineffizient zu sein. Arellano entschied sich, den Katipunan zu verlassen und die Liga wiederzubeleben. Dabei wurde er unterstützt von Juan de Zulueta. Im Oktober des Jahres wurde aber beschlossen, dieses Vorhaben nicht weiter zu verfolgen. 1894 schloss sich Arellano der von Numeriano Adriano gegründeten Organisation Cuerpo de Compromisarios an, die wie die Liga an einer friedlichen Propaganda- und Reformbewegung interessiert war und den bewaffneten Kampf ablehnte.
Die Spur von Deodato Arellano verlor sich nach Ausbruch der philippinischen Revolution. Die Umstände seines Todes sind bis heute nicht geklärt. Eine Version besagt, dass er am 10. Oktober 1896 verhaftet und zu Tode gefoltert wurde. Eine andere Version besagt, dass er sich Gregorio del Pilar anschloss, als Zahlmeister seiner Truppen fungierte und bei einem Feuergefecht in der Provinz Benguet, in der Cordillera Central, getötet wurde.